# Florian Kreier

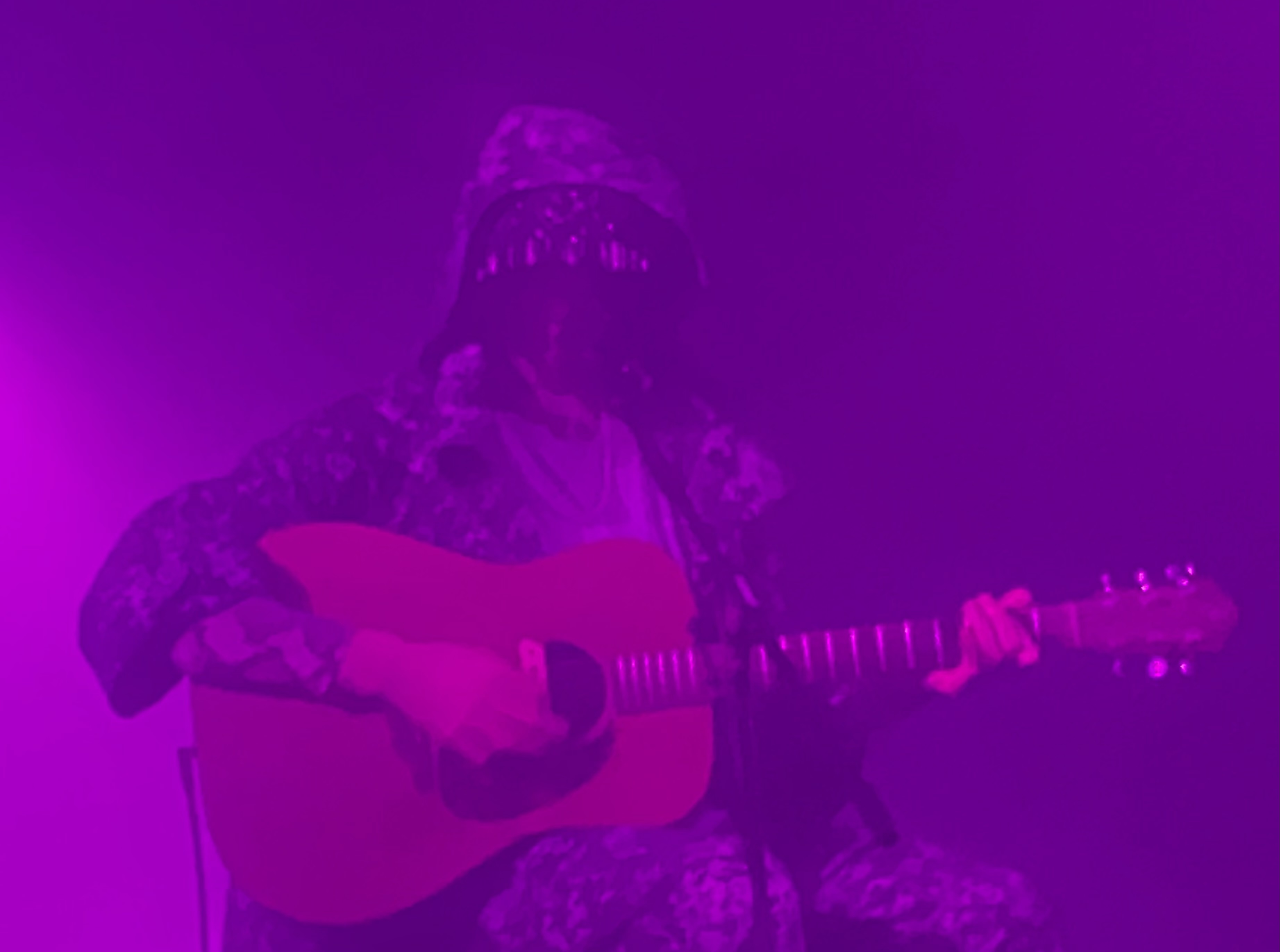
Auftritt von Angela Aux, München 2024

Florian Tobias „Flo“ Kreier (* 1983 in Traunstein) ist ein deutscher Musiker, Autor und Journalist. Als Musiker wurde er vorwiegend unter dem Pseudonym Angela Aux bekannt. Unter diesem Pseudonym veröffentlicht er auch Essays, Kurzgeschichten und Gedichte zu den Themen Feminismus und dem Einfluss von Zukunftstechnologien wie Künstliche Intelligenz und Biotechnologie.

## Leben
Kreier stammt aus dem Chiemgau und besuchte die Internatsschule Landschulheim Marquartstein. Er studierte Politologie, Philosophie und Literaturwissenschaften an der Ludwig-Maximilians-Universität München. Titel seiner Abschlussarbeit war Ton Steine Scherben: Subpolitiker einer Gegenkultur?. Er war zwischen 2011 und 2017 als Musikredakteur des BR-Jugendkanals PULS tätig, zuvor war er bei den Radiosendern M94.5 und Radio Feierwerk aktiv. Er ist Mitglied der Schmiede Hallein. Beim Fotomagazin "Der Greif" war er von 2009 bis 2011 Herausgeber und leitete die Textredaktion.

## Musik
Flo Kreier trat Ende der 1990er Jahre als Rapper des Deutsch-Hop-Acts Sportsfreund auf, danach als Singer-Songwriter Angela Aux. Mit der Band L'egojazz war er Teil einer Staffel der BR-Fernsehsendung Startrampe. Seit 2012 singt er bei Aloa Input und spielt Bass, Gitarre und Synthesizer. Von 2017 bis 2020 war er Bassist des Sepalot Quartett. Mit dem Wiener Produzenten Sam Irl hat er das Studio-Projekt Midnight Embassy. Seit 2024 veröffentlicht er mit Sepalot zusammen Musik unter dem Namen Tikhet. Kreier betreibt das Label Inselgruppe.

## Kunst und Literatur
Kreier veröffentlicht als Heiner Hendrix Kurzgeschichten und Gedichte bei kleinen Underground-Verlagen wie z. B. dem Wiener Setzkasten-Kollektiv. Beim Münchener GRIN Verlag veröffentlichte er Studienarbeiten. Unter dem Projektnamen "Type/Writer" tritt Kreier mit einer Schreibmaschine auf Festivals auf und schreibt "Textographien" – Haiku-artige Gedichte die wie Schnappschüsse die Zwischentöne der Festivals abbilden. 2019 veröffentlichte er auf dem Trikont Verlag eine Auswahl der Texte als Buch. Beim Verbrecher Verlag erschien sein Essay "Feminismus und der kriegerische Mann".
Kreier ist Initiator und Veranstalter des multimedialen Kulturfestivals „Panama Plus“, das Ende 2007 im Feierwerk begonnen wurde. Im Zentrum steht die Verschränkung der Bereiche Musik, Film, Politik und Bildende Kunst. Für Susanne Steinmaßls unendlichen Kunst-Film "The Future Is Not Unwritten", der zusammen mit einer Künstlichen Intelligenz erzählt wird, schrieb er Texte und Musik. 2020 erhielt Kreier den von Hubert von Goisern verliehenen HVG-Kulturpreis.

## Publikationen

### Tonträger (Auswahl)
als „Angela Aux“
- 2009: Common Space Incidents (Netlabel-Release, laridae)
- 2010: Some Thoughts on Confusion (Netlabel-Release, Kinokoma)[12]
- 2011: Whatever You Guess It's Not (Album, Red Can Records)
- 2013: Sleep Well Folk (Album, International Bohemia)[13]
- 2016: Wrap Your Troubles in Dreams (Album, Millaphon Records)
- 2019: In Love With the Demons (Album, Trikont Musikverlag)
- 2020: Unten am Fluss, wo ich den Morgen aufgelesen hab (EP, Trikont Musikverlag)
- 2023: Instinctive Travels On The Paths Of Space And Time (Album, Inselgruppe)[14]
- 2024: Spacelarking in the Age of Spiritual Machines (Album, Inselgruppe)

als Bandmitglied
- 2006: L'egojazz/Jim's Couch/Angela Aux: Legoleisit (I-III; drei CDs in Eigenproduktion)
- 2008: Futurehausen: Alles kann viel sein (EP, Krautnoise)
- 2013: Aloa Input: Anysome (Album, Morr Music)
- 2015: Aloa Input: Mars etc. (Album, Morr Music)
- 2017: Grain in Vain mit LeRoy (Album, Schamoni Musik und Medien)[15]
- 2018: Sepalot Quartet: A New Cycle (Album, Eskapaden Musik)[16]
- 2019: Midnight Embassy: Midnight Embassy (EP, International Major Label)
- 2020: Sepalot Quartet: NowNext (Album, Eskapaden Musik)
- 2021: Aloa Input: Devil's Diamond Memory Collection (Album, Siluh Records)
- 2025: Tikhet: "Mixtape Suite" (Album, Eskapaden Records)

### Filmmusikbeiträge (Auswahl)
- 2013: „Happy Serious Sad“ (BR-Produktion. Regie: Franziska von Malsen)[17]
- 2013: „Leaving Greece“ (zusammen mit Cico Beck; BR-Produktion. Regie: Anna Brass)[18]
- 2014: „About a Girl“, Kinofilm von Mark Monheim, 2015 (3 Songs aus dem Soundtrack)
- 2015: „Mars Closer“ (zusammen mit Cico Beck, Dokumentarfilm; Regie: Annelie Boros, Vera Brückner)[19]
- 2016: „The Show Show“, Experimenteller Kurzfilm von Susanne Steinmaßl und Julia Fuhr Mann[20]
- 2017: „Death Is So Permanent“ (zusammen mit Cico Beck; Regie: Moritz Binder)[21]
- 2017: „Holy Moms“ (zusammen mit Cico Beck; Regie: Johanna Thalmann)[22]
- 2018: „System Error“ (zusammen mit Cico Beck, Dokumentarfilm; Regie: Florian Opitz)[23]
- 2019: "Attitude is Everything" (zusammen mit Cico Beck, Kino-Dokumentarfilm; Regie: Susan Gluth)
- 2020: "Gott, du kannst ein Arsch sein!" (Songs zusammen mit Michael Regner, Kino-Dokumentarfilm; Regie: Andre Erkau)
- 2021: "Mein Sohn" (zusammen mit Nico Sierig, Cico Beck; Kinofilm; Regie: Lena Stahl)
- 2023: Tatort: Was ihr nicht seht

### Schriften
- "Nach dem Ende der Zeit", München 2021, Inselgruppe Verlag
- "Utopien sind meine Heimatae", München 2019, Trikont-Verlag in Kooperation mit dem Friedensfest Augsburg und MaroVerlag
- Alleingang zu zweit: Der Deutsch-Französische Freundschaftsvertrag vor dem Hintergrund der Persönlichkeiten Konrad Adenauer und Charles de Gaulle. GRIN Verlag, München 2010.
- Maschinengesang: Der Zusammenhang zwischen Menschen, Maschinen und der Entstehung von Krautrock an ausgewählten Beispielen. (Studienarbeit von 2010), GRIN Verlag, München 2011, ISBN 978-3-640-91811-9.
- Ernst Jüngers Widerstandstypen im Vergleich: Waldgänger und Anarch. GRIN Verlag, München 2011, ISBN 978-3-640-91810-2.
- Die Band Ton Steine Scherben: Subpolitiker einer Gegenkultur? GRIN Verlag, München 2012, ISBN 978-3-8428-8091-7.
- Futuristische Elemente in Kurd Laßwitzs "Auf zwei Planeten", GRIN Verlag, München 2013, ISBN 978-3-640-79239-9.